# Amy Jacques Garvey
Amy Jacques Garvey, född 1895, död 1973, var en jamaicansk journalist och aktivist. Hon var gift med Marcus Garvey och liksom honom verksam inom Universal Negro Improvement Association (UNIA), en av Jamaicas största massrörelser under 1930-talet, och en viktig gestalt för den då framväxande feminismen bland svarta kvinnor på Jamaica. 